# 卡拉馬斯河 (加利福尼亞州)
克拉馬斯河（英語：Klamath River）是位於美國加利福尼亞州錫斯基尤縣的一個非建制地區。該地的面積和人口皆未知。

## 地理
克拉馬斯河的座標為41°51′40″N 122°49′32″W / 41.86111°N 122.82556°W，而該地的平均海拔高度為1250米（即4090英尺）。